# 特里·布兰兹
特里·布兰兹（英語：Terry Brands，1968年4月9日—），美国男子摔跤运动员，主攻自由式。他曾代表美国参加2000年夏季奥林匹克运动会摔跤比赛，获得男子自由式58公斤级铜牌。